# La Danaide
La Danaide (La Danaïde) è una scultura di Auguste Rodin che ritrae una delle Danaidi, le cinquanta figlie del re Danao. In origine era stata concepita per la sua Porta dell'Inferno, ma non venne inclusa nella versione finale di quest'opera. La scultura presenta delle somiglianze con la sagoma dell'Andromeda, che si trova nella parte superiore dell'anta destra della Porta dell'Inferno.

## Descrizione
La statua, in marmo, risale al 1889 e si trova al museo Rodin di Parigi. Misura 36 centimetri di altezza, 71 centimetri di larghezza e 53 centimetri di profondità.
L'opera fa riferimento alle Danaidi, le cinquanta figlie del re Danao, tutte condannate a riempire per l'eternità una giara senza fondo per aver ucciso i loro giovani mariti la sera delle loro nozze, con la sola eccezione di Ipermnestra, che si era rifiutata di ammazzare suo marito Linceo. La scultura di Rodin mira a valorizzare la linea del dorso e della nuca della Danaide.
L'artista non segue l'iconografia tradizionale, che rappresenta la Danaide mentre riempie la sua giara, ma la mostra in un momento di disperazione totale di fronte all'inutilità dei suoi sforzi, con la testa che riposa sul suo braccio come se lei fosse scoppiata "in un grande singhiozzo".

## Versioni

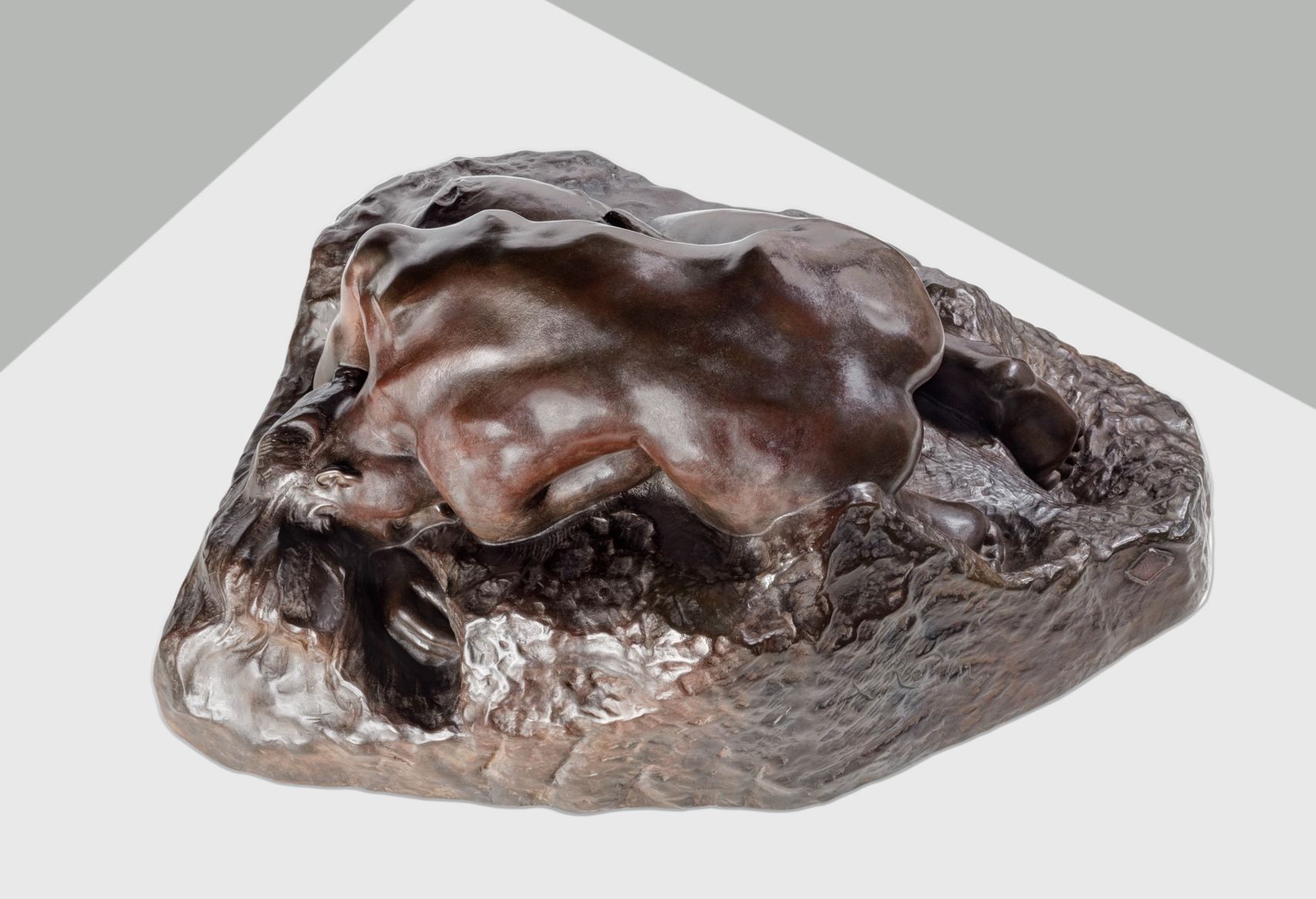
Una versione in bronzo conservata al museo Soumaya, in Messico.

Delle versioni bronzee della Danaide cominciarono a essere realizzate nel 1891 e si trovano in delle collezioni in Francia, al museo Rodin di Filadelfia o al museo Soumaya di Città del Messico.
Una riproduzione moderna si trova nella collezione permanente del museo Riverfront di Peoria, nell'Illinois, negli Stati Uniti. Si tratta di un regalo fatto nel 1987 da un grande collezionista di Rodin, B. Gerald Cantor, in onore di Carlotta e Gary Bielfeldt nel 1987.